# Químic Equip de Rugby
El Químic Equip de Rugby (Químic ER o QER) és un club de rugbi barceloní fundat l'any 1986. Impulsat per un grup estudiants de l'Institut Químic de Sarrià, destacà el paper de Jordi Grima que durant els primers anys exercí les funcions d'entrenador. L'equip competí a les lligues universitàries fins que fou inscrit a la Federació Catalana de Rugby la temporada 1999-00, on començà a jugar en competicions d'àmbit català. Entre d'altres èxits, l'entitat aconseguí pujar la Divisió d'Honor B espanyola la temporada 2015-16 i guanyà un campionat de la Divisió d'Honor Catalana (2019-20). Juga els seus partits al camp de rugbi de la Teixonera després de signar un convenir amb l'Ajuntament de Barcelona. Disposa d'equips de categories inferiors i escola de rugbi.